# 高木星來
高木星來（日语：高木 星来，2004年7月13日—），日本男演員。隸屬於Jobbykids旗下。

## 經歷
2011年，高木在連續劇《全開女孩》中飾演男主角的養子而初次受到關注，其後參演《流星休旅車》，在劇中飾演吉岡秀隆的兒子而受到好評，在觀眾投票中被視為是次世代的未來之星。

## 戲劇演出

### 電視劇
- 頂尖神醫 第1集（2011年1月10日，東京電視台）
- 全開女孩 （2011年7月11日 - 9月19日，富士電視台）飾 山田笑太郎
- 青蛙公主 （2012年4月12日 - 6月21日，富士電視台）飾 羽田大輝
- 美麗的天雨 （2012年7月1日 - 9月16日，富士電視台）飾 新井小太郎
- 海上診療所（2013年10月21日，富士電視台）飾 片山遼（第2話）
- 父親的背影（日语：おやじの背中） 第9集（2014年9月7日，TBS電視台）飾 新城寛太
- 流星休旅車 （2015年1月 - 3月22日，TBS電視台）飾 橋本健太
- 掟上今日子的備忘錄 第3、4集（2015年10月24日、31日，日本電視台）飾 剝井陸
- 早子老師，要結婚是真的嗎？ 第3集（2016年5月5日、富士電視台）飾 中野一斗
- 敬仰吾師（日语：仰げば尊し (2016年のテレビドラマ)）（2016年8月21日，TBS電視台）飾 青島裕人（童年）
- 勇者義彥和被引導的七人 第10集（2016年12月10日、東京電視台）飾 廣大大地的兄妹之兄
- 世界奇妙物語2017秋季特別篇（2017年10月14日、フジテレビ）飾 細川康太

### 電影
- 狗狗心事（2011年，Asmik Ace）
- 白兔玩偶（2011年，Hakuhodo DY Music & Pictures）
- 剧场版艾克斯奥特曼：来了！我们的奥特曼（2016年，玉城悠斗；迪迦奥特曼人间体）

## 廣告代言
- pal system（2011年）
- 麥當勞　ハッピーセット「仮面ライダーオールスターズ」（2011年）
- 花王「リセッシュ」（2011年）
- 富士通 データセンター 篇（2011年）
- ベネッセ 新一年生こどもチャレンジ（2012年）
- 強生公司「邦迪」（2013年）

## 外部連結
- 官方网站